# أبو سياف التونسي
فتحي بن عون بن الجليدي بن مراد التونسي والمعروف أكثر باسمِ أبو سياف؛ هو قائد رفيع المستوى في تنظيم الدولة الإسلامية (داعش) وقد كان لهُ دور بارز في الإشراف على عمليات البيع غير القانوني للنفط والغاز والتي تُعدّ مصدرا رئيسيا للدخل للمجموعة الإرهابيّة.
حسب بعض المصادر الأمريكية فإنّ أبو سياف قد قُتل في ليلة 15-16 مايو 2015 خلال اشتباكات معَ قوة خاصة أمريكية في شرق سوريا. حسب ذات المصادر فإنّ الهدف من وراء العمليّة هو إلقاء القبض عليه وزوجته للاشتباه في توفرهم على معلومات مهمة وسريّة حول رهائن تنظيم داعش بما في ذلك الرهائن الأجانب. حسبَ وزير الدفاع الأمريكي أشتون كارتر فإنّ العملية قد نجحت نسبيًا حيث لم يُصب أو يُقتل أيّ من الجنود المشاركين في العمليّة.
في المُقابل؛ صرّح مسؤول كبير بالإدارة الأمريكية لم يُكشف عن اسمه قد قيّمت أبو سياف ووجدت الأرجح أنه كان على اتصال مباشر مع زعيم تنظيم الدولة الإسلامية أبو بكر البغدادي. جدير بالذكر هنا أنّ السلطات الأمريكية – أو بالأحرى القوة الخاصة – قد نجحت في إلقاء القبض على زوجة أبو سياف المدعوّة أم سعيد وهي أيضًا إحدى العضوات البارزات في التنظيم المُتطرّف.